# Phalanger rothschildi
Phalanger rothschildi är en pungdjursart som beskrevs av Thomas 1898. Phalanger rothschildi ingår i släktet kuskusar och familjen klätterpungdjur. IUCN kategoriserar arten globalt som livskraftig. Inga underarter finns listade.
Pungdjuret förekommer på några öar som tillhör Moluckerna. Arten vistas där i skogar och människans odlingar. Honor föder en unge per kull.